# 釧路市立阿寒湖義務教育学校
釧路市立阿寒湖義務教育学校（くしろしりつ あかんこぎむきょういくがっこう）は、北海道釧路市阿寒町阿寒湖温泉6丁目にある公立の義務教育学校。

## 沿革
- 2021年（令和3年）
  - 4月1日 - 阿寒湖中学校と阿寒湖小学校を統合し、釧路市内初の義務教育学校として開校[1]。
  - 4月6日 - 開校式挙行。
  - 4月8日 - 第1回入学式挙行[2]。
  - 6月26日 - 第1回運動会開催。
- 2022年（令和4年）
  - 3月15日 - 第1回卒業証書授与式挙行。
  - 3月24日 - 最初の修了式と離任式挙行。

## 学区
- 阿寒町阿寒湖温泉（1丁目～6丁目）、阿寒町シアンヌ、阿寒町シュリコマベツ、阿寒町チクショベツ、阿寒町ルベシベ、阿寒町フッカタンネナイ、阿寒町オクシュルベ[3][4][5][6]

## 周辺
- 阿寒湖
- まりも公営住宅
- 阿寒湖畔トレーニングセンター

## アクセス
公共交通機関
- 阿寒バス30系統阿寒線で、終点「阿寒湖温泉」バス停下車後、徒歩約2.1km・約35分。
- JR根室本線釧路駅・大楽毛駅及び釧路たんちょう空港・旧阿寒町中心部から、上述の阿寒バス阿寒線を利用し、終点バス停から徒歩。
  - JR釧路駅から阿寒湖温泉バス停まで2時間（夏期増発便は2時間10分）。
  - JR大楽毛駅から阿寒湖温泉バス停まで、1時間29分（夏期増発便は1時間39分）
  - 釧路たんちょう空港から阿寒湖温泉バス停まで、1時間13分（夏期増発便は1時間23分）。
  - 役場前から阿寒湖温泉バス停まで、55分。

車
- 阿寒湖温泉街から、約2km・約3分。
- 旧阿寒町中心部から、国道240号経由で、約45km・約1時間10分。
- 釧路たんちょう空港から、国道240号経由で、約60km・約1時間30分。